# Магидов, Халит Гамидович
Халит Гамидович Магидов (26 ноября 1926 год, Аксай, Хасавюртовский округ, Дагестанская АССР, РСФСР, СССР — 1996) — Председатель Махачкалинского горисполкома (1963—1967). По национальности — кумык. Кандидат исторических наук.

## Биография
Родился в селении Аксай, но его детство и юность прошли в Хасавюрте. Здесь он окончил семилетнюю кумыкскую школу и педагогическое училище после чего, он работал завучем аксайской средней школы. Его работа была замечена, и через некоторое время его назначили заведующим районо. В 1954 году в неполные 28 лет он возглавил Хасавюрт. В должностях секретаря горкома партии и председателя горисполкома Магидов проработал в общей сложности 9 лет. С 1963 по 1967 работал Председателем Махачкалинского горисполкома. В 1967 году был назначен министром просвещения Дагестанской АССР. В течение 12 лет Магидов также избирался депутатом Верховного Совета Дагестана[когда?]

, удостоен 12 правительственных наград, в том числе 4-х орденов.

## Образование
- «Заслуженный учитель школ Дагестана»
- «Отличник народного просвещения России»
- Почетный гражданин городов Махачкала и Хасавюрт

## Изданные книги
- «Краткий обзор истории развития народного образования в Дагестане»
- «Очерки краткой истории развития образования в Дагестане», Махачкала : Юпитер, 1998. - 272 с. : ил., табл.; 21 см.; ISBN 5-7895-0059-5[2]

## Память
- В городах Махачкала и Хасавюрт его именем названы улицы.